# Dicranopalpus pyrenaeus
Dicranopalpus pyrenaeus is een hooiwagen uit de familie echte hooiwagens (Phalangiidae).